# Oreocome arguta
Oreocome arguta är en växtart i släktet Oreocome och familjen flockblommiga växter.
Arten är en perenn ört som förekommer från östra Afghanistan till Tibet och Himalaya. Den beskrevs först som Levisticum argutum av John Lindley 1835, och fick sitt nu gällande namn av Michail Pimenov och Jevgenij Kljujkov 2009.